# Basilique Saint-Marc l'Évangéliste au Capitole
Ne doit pas être confondu avec Basilique Saint-Marc.
La basilique Saint-Marc l'Évangéliste au Capitole (en italien : basilica di San Marco Evangelista al Campidoglio) est une basilique de Rome se situant sur la piazza Venezia, en face du palais de Venise, dans le rione de Pigna. C'est l'église nationale des Vénitiens résidant à Rome.

## Histoire
Dédiée à saint Marc l'évangéliste, elle fut construite en 336 par le pape Marc et reconstruite en 833 par le pape Grégoire IV ; la basilique montre une décoration baroque due aux restaurations des XVIIe et XVIIIe siècles.
En 336, le pape Marc fit construire une église dédiée au saint évangéliste duquel elle portait le nom dans un lieu appelé ad Pallacinas. Dans les actes du synode du pape Symmaque, en 499, l'église est remémorée comme Titulus Marci. Elle fut restaurée en 792 par le pape Adrien Ier, mais moins de cinquante ans après, en 833, le pape Grégoire IV décida de la reconstruire.
L'église a conservé son aspect originel, à part l'ajout du clocher en 1154 et de la loge des bénédictions en façade, réalisée en style Renaissance par volonté du pape Paul II, en 1465-1470 ; en cette occasion, le pape vénitien concéda l'église aux Vénitiens résidant à Rome. L'aspect actuel de l'église est lié à la restauration initiée en 1654-1657 et complétée par volonté du cardinal Angelo Maria Quirini, en 1735-1750, phase finale lors de laquelle fut donnée l'empreinte baroque que la basilique conserve aujourd'hui.

## Galerie

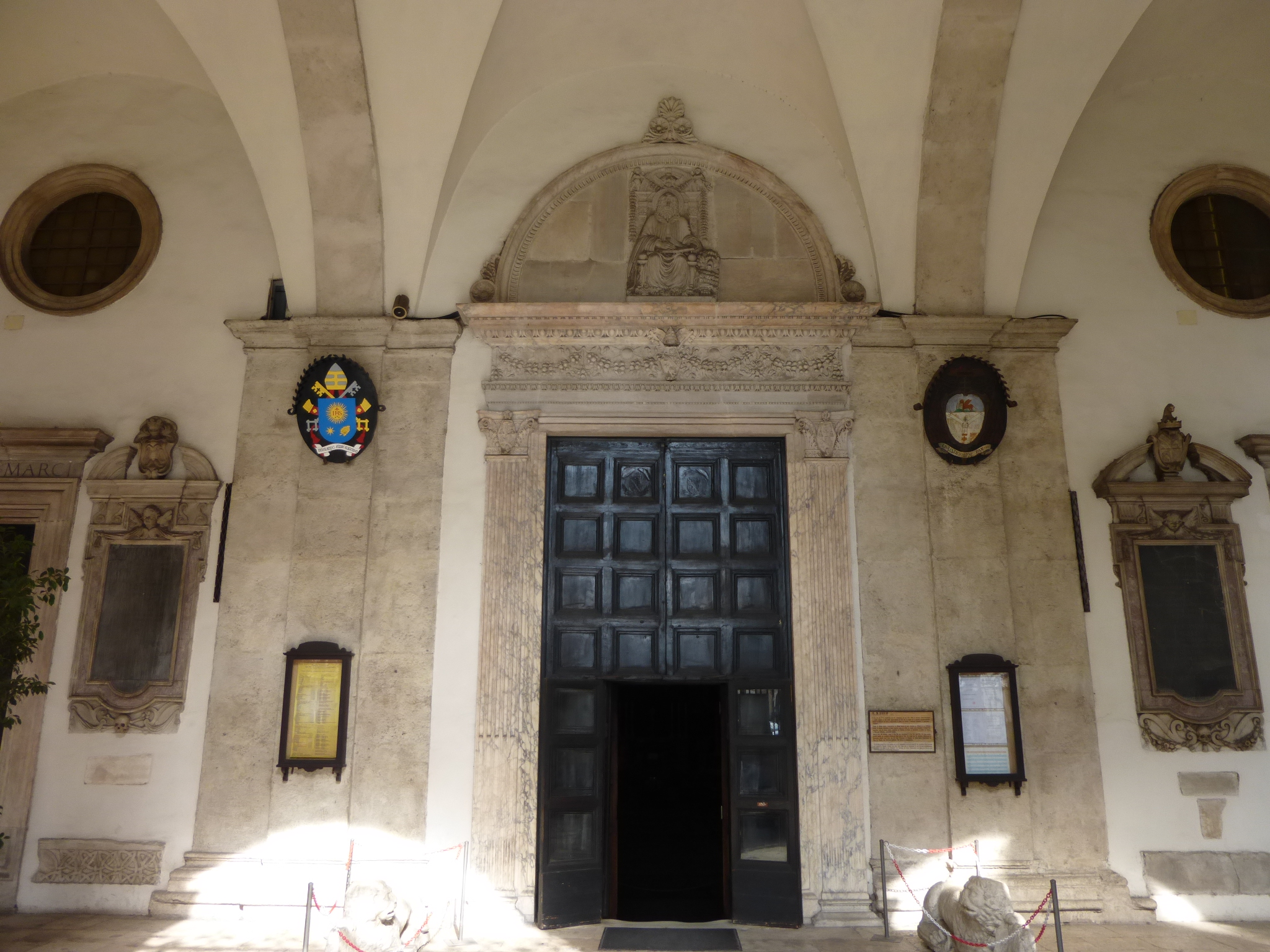
L'entrée
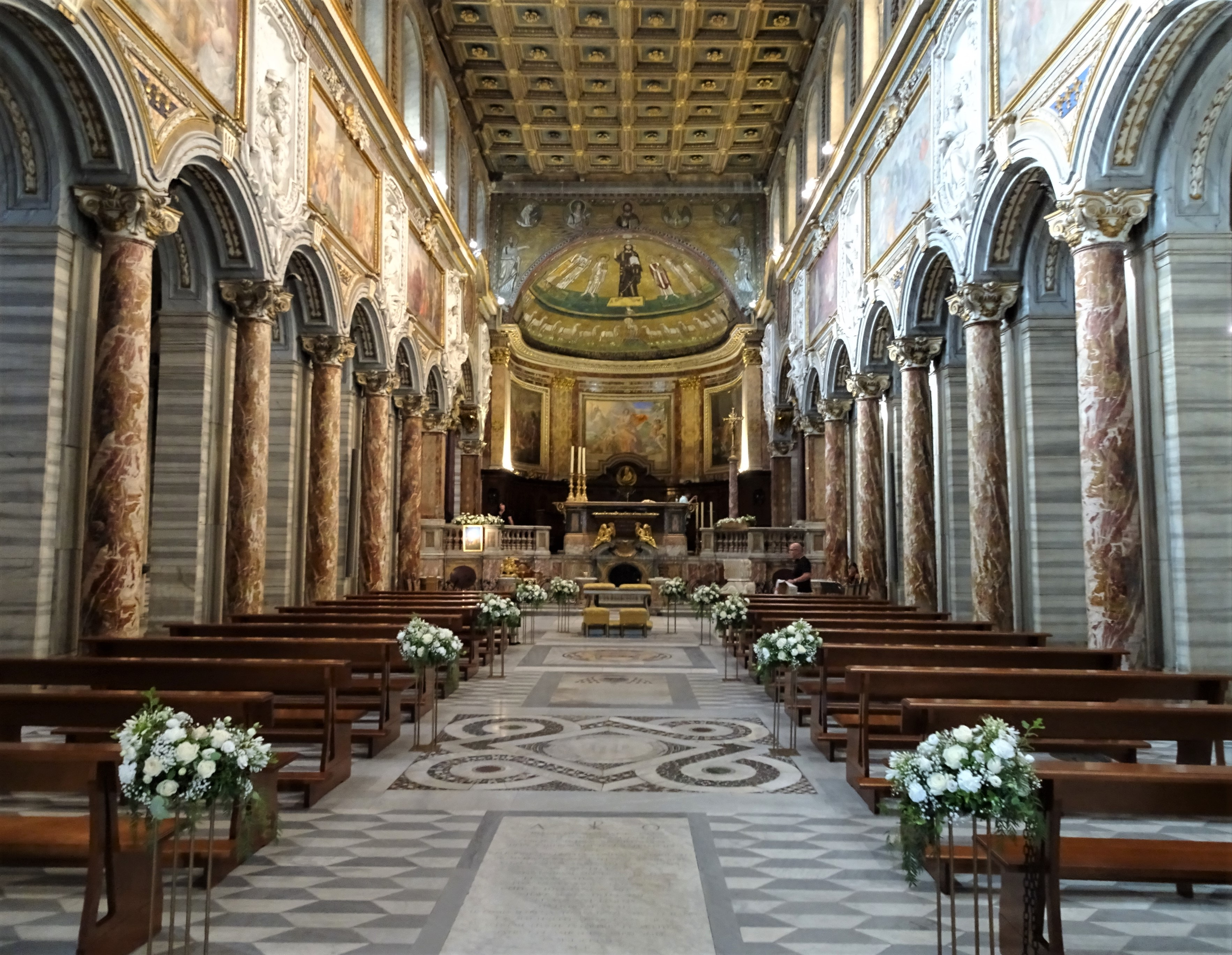
La nef centrale.
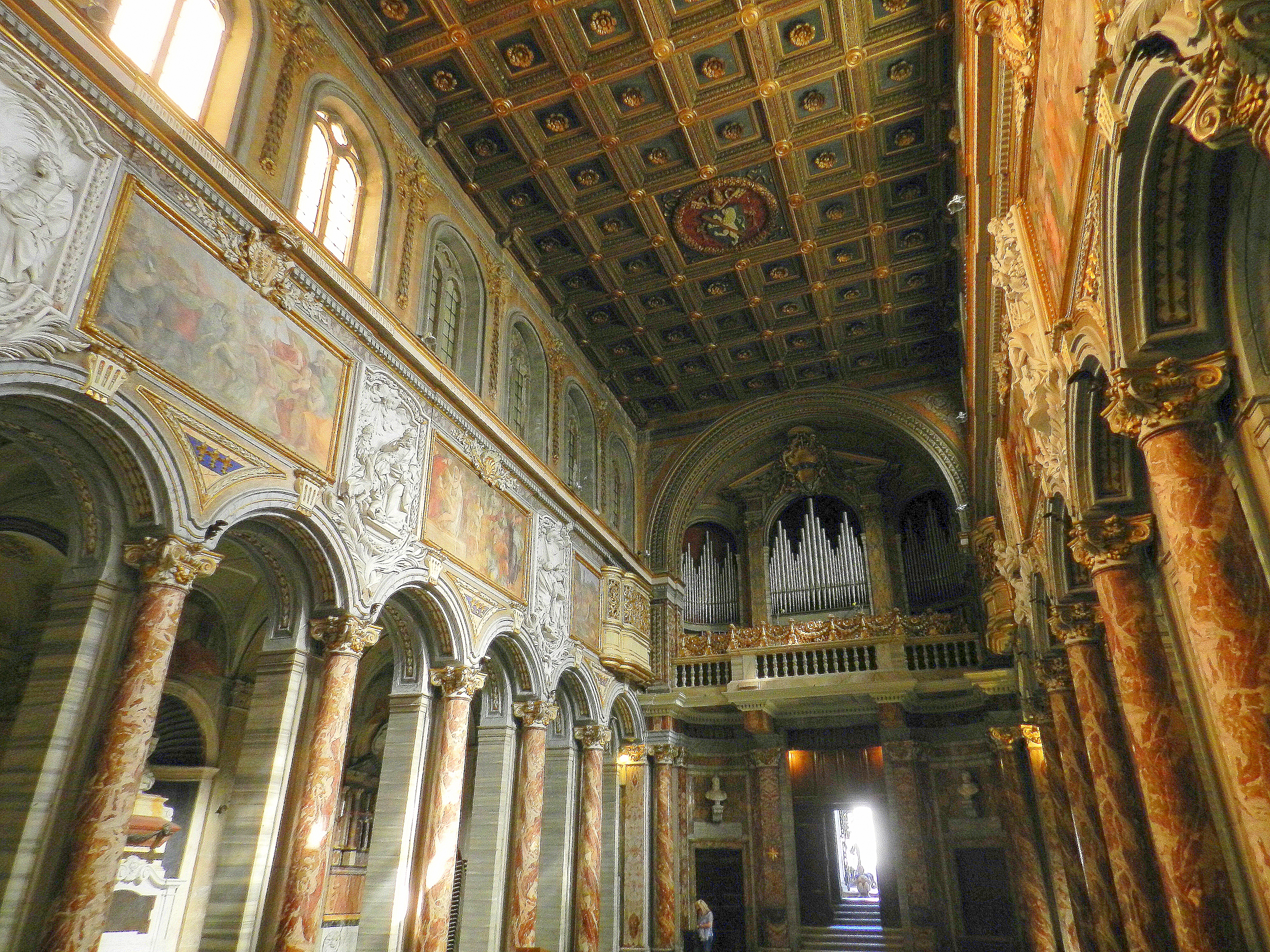
L'orgue avec le plafond plat du XVe siècle.
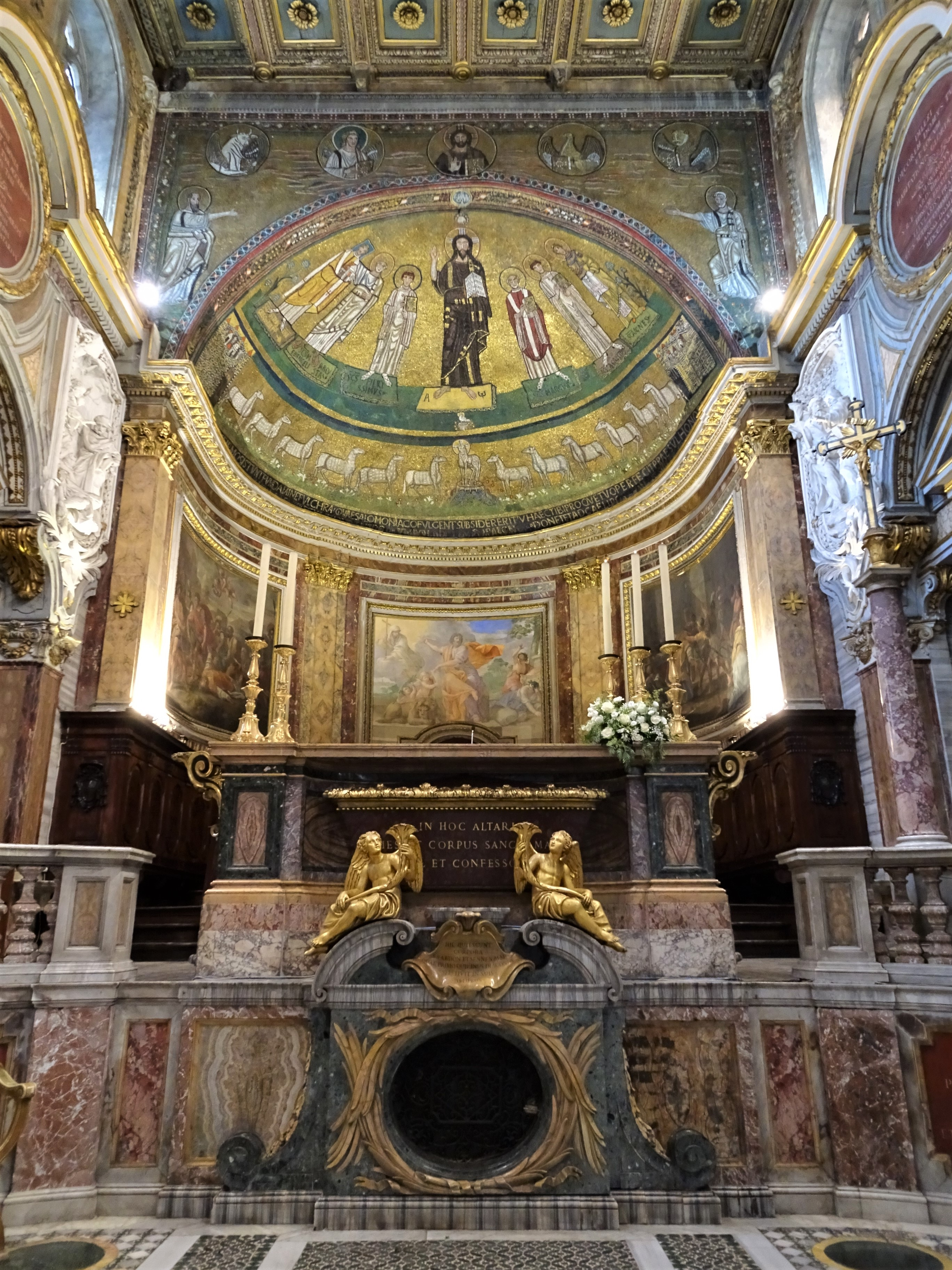
L'autel avec l'abside et sa mosaïque.
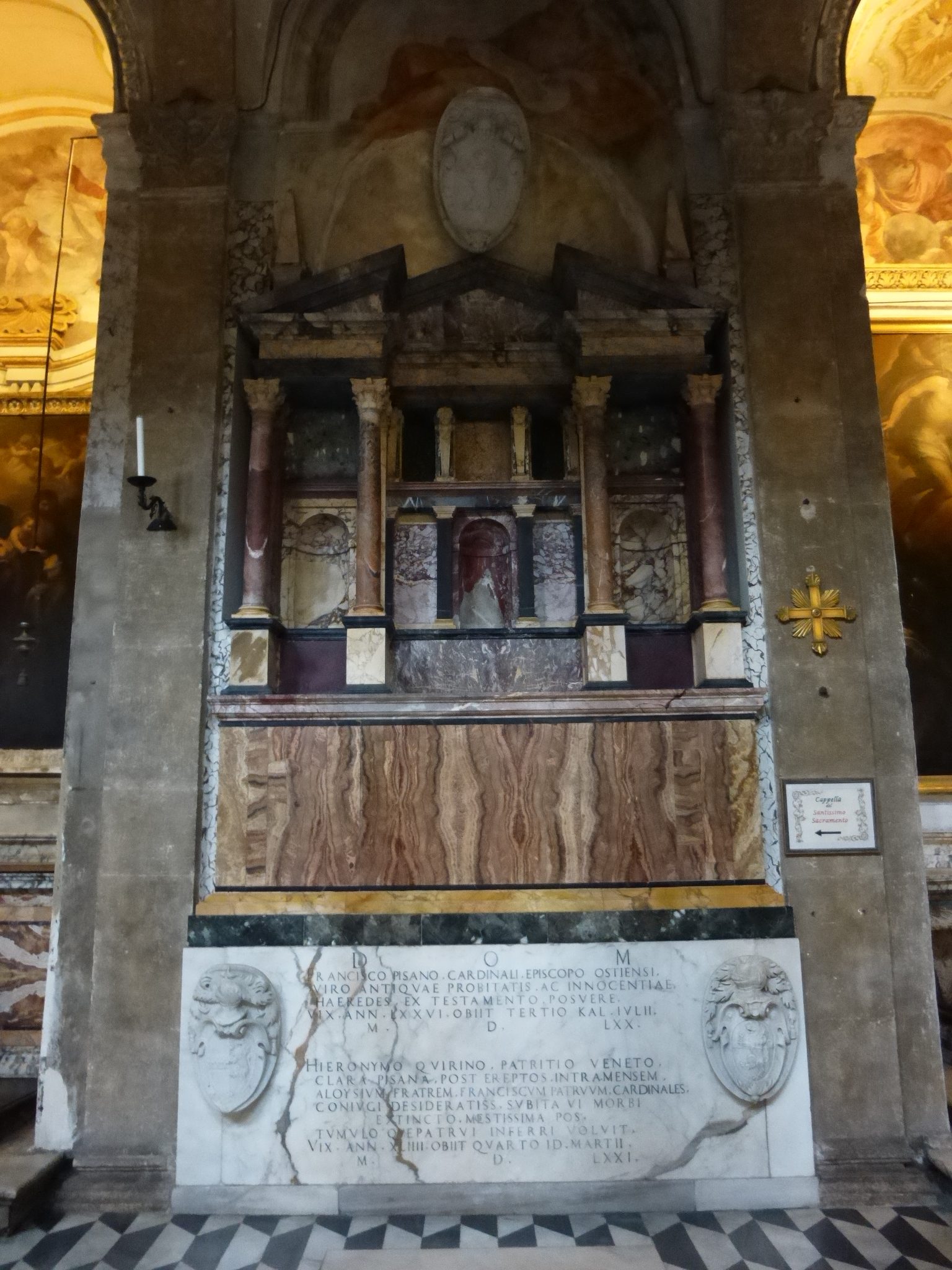
Tombeau de Francesco Pisani.
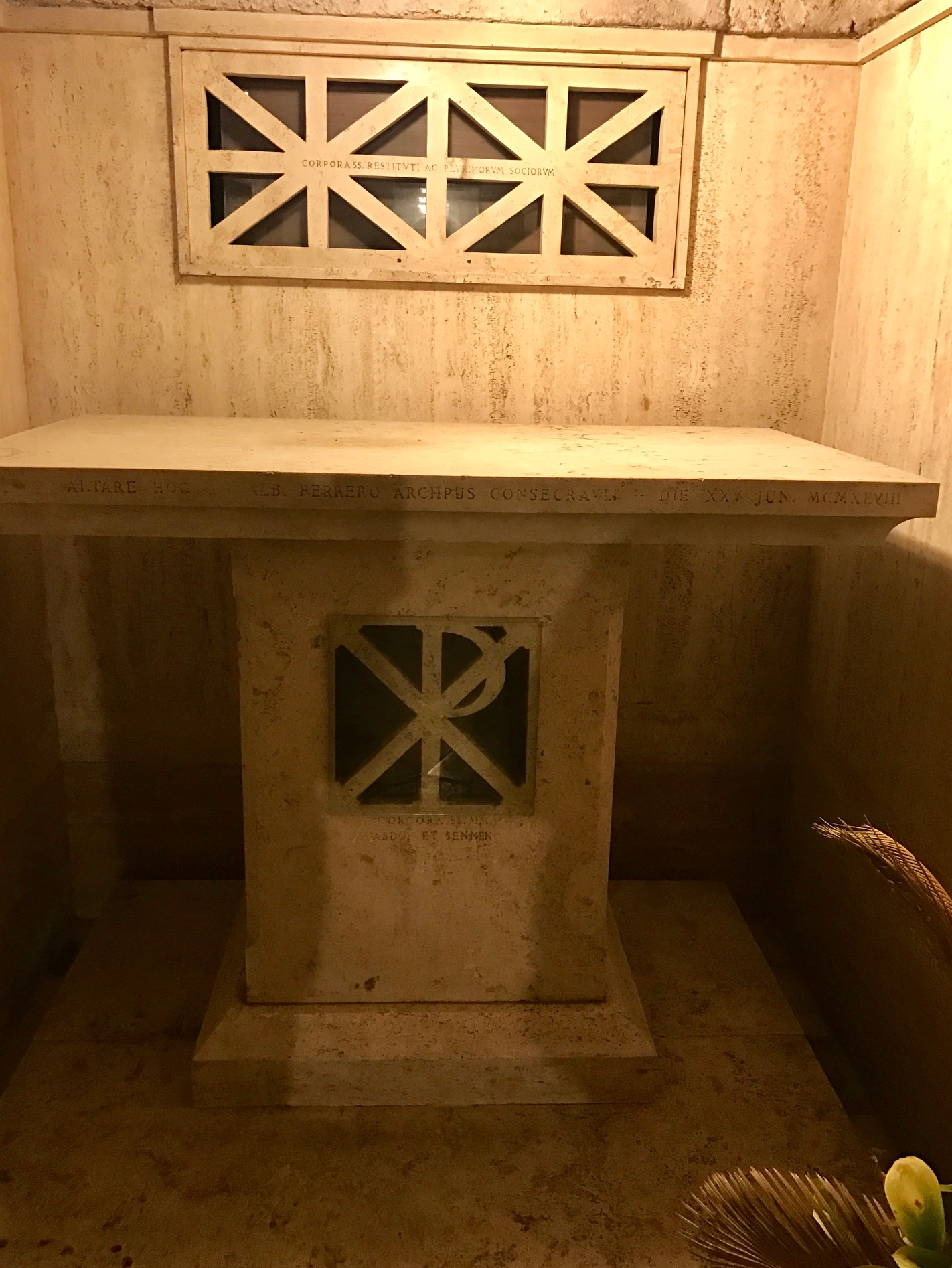
Tombe du pape Marc.

## Art
La façade de l'église constituée d'une loge pour les bénédictions similaires à celles que l'on trouve également à San Pietro et San Paolo, fut construite en 1466 : elle est traditionnellement attribuée à Leon Battista Alberti, même si l’historiographie récente accepte généralement l'attribution de la façade à son apprenti Francesco del Borgo (it). La loge fut construite et décorée avec des marbres du Colisée et du Théâtre de Marcellus et elle se conforme à ces constructions.
L'intérieur, même s'il est clairement baroque, maintient certains éléments notables d'époques différentes, en témoignage de l'histoire millénaire de la basilique :
- la mosaïque de l'abside, représentant le pape Grégoire IV, avec l'auréole carrée des vivants, qui offre un modèle de la basilique au Christ, en présence de saint Marc l'évangéliste, du pape Marc et d'autres saints ;
- le plafond plat recèle les emblèmes du pape Paul II, et est l'unique plafond plat du XVe siècle préservé à Rome, avec celui de Santa Maria Maggiore ;
- Pier Francesco Mola, entre 1651 et 1656, participa à la décoration de l'église de Saint-Marc avec le cadre de 1655 représentant saint Michèle qui chasse Lucifer et la fresque avec le martyre des saints Abdon et Sennen.
- la tombe de Leonardo Pesaro (1796), œuvre de Canova.

## Source
- (it) Cet article est partiellement ou en totalité issu de l’article de Wikipédia en italien intitulé « Basilica di San Marco Evangelista al Campidoglio » (voir la liste des auteurs).